# أوتربات
  أوتربات (بالإنجليزية: OUTERBAT)‏ هي جماعة قروية تابعة لإقليم الرشيدية ضمن جهة درعة تافيلالت بالمغرب.  بلغ مجموع عدد سكان   أوتربات حسب إحصاءات 2004 حوالي 6137  نسمة  يعيشون في 1041  أسرة.

## إحصاء عام
| السنة | عدد السكان | عدد الأسر | عدد الأجانب |
| ----- | ---------- | --------- | ----------- |
| 1994  | 5898       | 993       | °°°°        |
| 2004  | 6137       | 1041      | 0           |